# The Cathedral
The Cathedral (bra: A Catedral) é um longa metragem de drama semi-autobiográfico estadunidense lançado em 2021 escrito, dirigido e montado por Ricky D'Ambrose. É estrelado por Brian d'Arcy James e Monica Barbaro. Internacionalmente, teve sua estreia no Festival de Cinema de Veneza em 2021 e nos Estados Unidos no Festival de Sundance em 2022. No Brasil, estreou na Mostra de São Paulo, sendo indicado ao prêmio de novos diretores. Além disso, recebeu duas indicações nos prêmios do Independent Spirit Awards de 2023: de melhor montagem e melhor performance protagonista pela atuação de Brian d'Arcy James. Por fim, também foi indicado a categoria de melhor filme no Gotham Awards de 2022.

## Elenco
- Brian d'Arcy James como Richard Damrosch
- Monica Barbaro como Lydia Damrosch
- Mark Zeisler como Nick Orkin
- Geraldine Singer como Flora Orkin
- Hudson McGuire como Jesse (3–5 anos)
- Henry Glendon Walter V como Jesse (9 anos)
- Robert Levey II como Jesse (12 anos)
- William Bednar-Carter como Jesse (16 anos )

## Produção
O filme foi selecionado para o programa Biennale College Cinema de 2020-2021, que lhe concedeu um subsídio de €150.000 para a produção. É um filme semi-autobiográfico baseado em a vida de Ricky D'Ambrose, que escreveu, dirigiu e editou o filme. David Lowery atuou como produtor executivo do filme.

## Lançamento
O filme teve sua estreia internacional no 78º Festival Internacional de Cinema de Veneza. Ele estreou nos Estados Unidos no Festival de Cinema de Sundance de 2022. Em dezembro de 2021, a Visit Films adquiriu os direitos de venda mundial do filme, com Mubi adquirindo os direitos de distribuição para os Estados Unidos e Reino Unido, respectivamente.

## Recepção
No Rotten Tomatoes, o filme tem uma taxa de aprovação de 95% com base em 20 críticas. O filme recebeu críticas positivas dos que elogiaram sua abordagem de narrativa e visual. Escrevendo para Deadline Hollywood, Todd McCarthy descreveu o filme como "excêntrico" e elogiou a técnica de filmagem de D'Ambrose. Em uma revisão para Artforum, Amy Taubin caracterizou o uso do filme de guias sensoriais e visuais para explorar a memória de Jesse como "experimental". Richard Brody, do The New Yorker, comparou favoravelmente The Cathedral aos filmes autobiográficos de Terence Davies.
Brian Tallerico, em sua resenha ao RogerEbert.com, deu uma opinião mais mista. Ele descreveu o filme como "inteligente", mas disse que alguns aspectos de suas atuações e direção o faziam parecer "desarticulado" às vezes. Jordan Raup, do The Film Stage, deu ao filme um B, elogiando sua maneira de lidar com uma história de amadurecimento, enquanto criticava algumas performances como sendo "de madeira".

Alissa Wilkinson, da Vox, descreveu o filme como "uma caixa de joias silenciosamente deslumbrante de um filme" e o incluiu em uma lista dos 18 melhores filmes do Sundance em 2022.Também foi incluído na lista de Thrillist de "Os melhores filmes do Festival de Sundance de 2022".

## Ligações Externas
- The Cathedral. no IMDb.
- The Cathedral no Letterboxd.